# Stegosauridae
Famille
Taxons de rang inférieur
- † Stegosaurinae
- † Dacentrurinae

Les Stegosauridae (stégosauridés en français) forment une famille fossile de dinosaures ornithischiens herbivores quadrupèdes qui ont vécu au Jurassique supérieur et au Crétacé inférieur, soit environ de 161,5 è 100,5 millions d'années avant le présent.

## Caractéristiques
Tous les membres de cette famille partagent des caractéristiques générales : un corps massif et trapu, une tête peu volumineuse par rapport au corps, des plaques osseuses sur leur dos et des épines sur leur queue, formant pour ces dernières, un ensemble de plusieurs pointes appelé de façon informelle « thagomizer ». Le cerveau, très petit, avait à peu près la taille d'une noix et ne servait vraisemblablement qu'à l'exécution de tâches instinctives et simples. La colonne vertébrale, près des pattes arrière de l'animal, comporte une partie creuse qui a amené certains scientifiques à considérer la possibilité que ces animaux aient pu posséder deux cerveaux. Cependant, il semble que cet endroit ait plutôt été le point de rencontre des nerfs de la queue et des pattes arrière. Ainsi, plutôt que d'être un cerveau additionnel, il s'agissait probablement plus d'une sorte de « station-relais » envoyant des informations au cerveau et recevant des ordres de ce dernier.
Tous les stégosauridés possédaient des plaques osseuses sur leur dos, en rangées parallèles, alternées ou non, et probablement dressées. L'utilité de ces plaques est toujours discutée. La première hypothèse historique fut que ces plaques étaient emboîtées à la manière d'écailles de tortues, formant comme un toit couvert de tuiles : c'est de là que vient le nom Stegosaurus, « lézard toité » ou « à tuiles ». Trop minces pour permettre à l'animal de se défendre, c'étaient peut-être des moyens par lesquels le Stégosauridé pouvait grossir sa silhouette et intimider les prédateurs, ou bien lors de parades nuptiales. Mâles et femelles en possédaient des semblables. On a aussi pensé que les plaques pouvaient servir à la réguler la température de l'animal : les vaisseaux sanguins à fleur de peau de ces plaques ont pu être réchauffés par le soleil levant en début de matinée et rafraîchis par le vent en après-midi lorsque la température corporelle était trop élevée. Mais l'hypothèse a récemment été abandonnée du moins pour les espèces possédant plutôt des piques, dont le rafraîchissement n'avait pas assez d'importance pour justifier la spécialisation des plaques à cette fonction. Récemment, il a été suggéré que ces plaques ne servaient peut-être qu'à l'identification des animaux entre eux. Finalement, leur position (dressées ou couchées sur les flancs, ou encore mobiles), leurs coloris et leurs fonctions restent énigmatiques.

## Localisation et époque
Les stégosauridés apparaissent au début du Jurassique supérieur (Oxfordien), il y a environ 163 millions d'années. La famille atteint son apogée vers la fin du Jurassique supérieur, puis décline au Crétacé inférieur. Elle a une aire de répartition mondiale : on en a retrouvé en Amérique du Nord, en Europe, en Afrique et en Asie.

### Controverse sur un possible stégosaurien survivant au Crétacé supérieur
Des restes fossiles très altérés, découverts dans des sédiments marins du Crétacé supérieur (Coniacien) du sud de l'Inde, ont été attribués à l'infra-ordre des stégosauriens en 1979 sous le nom d'un nouveau genre : Dravidosaurus. Ce stégosaurien serait à la fois le plus petit de la famille (3 mètres de long) et aussi le plus récent, étant donné que les stégosauriens sont réputés avoir disparu à la fin du Crétacé inférieur,, soit environ 10 Ma (millions d'années) plus tôt.
En 1996, Dravidosaurus est considéré comme un plésiosaure marin nomen dubium.
En 2004, cette attribution est rejetée par Peter Galton et Upchurch (2004), qui considèrent que Dravidosaurus n'est pas un plésiosaure.
Peter Galton et Ayyasami reportent en 2017 la découverte d'une plaque osseuse très mal conservée de stégosaurien, également en Inde du sud, mais dans formation de Kallamedu, une formation géologique fluvio-estuarienne encore plus récente, datée de la fin du Crétacé supérieur (Maastrichtien) : si cette datation est confirmée, la famille Stegosauridae aurait perduré jusqu'à la fin du Mésozoïque.

## Genres et espèces
Parmi les genres de cette famille, on a compté de nombreux genres comme Stegosaurus, mais aussi Dacentrurus, Jiangjunosaurus, Tuojiangosaurus, Wuerhosaurus, Kentrosaurus, Lexovisaurus, Miragaia et ? Dravidosaurus.
Selon BioLib (24 mai 2016) :
- genre Chialingosaurus Young, 1959 †
- genre Chungkingosaurus Dong, Zhou & Zhang, 1983 †
- genre Craterosaurus Seeley, 1874 †
- genre Dacentrurus Lucas, 1902 †
- genre Gigantspinosaurus Ouyang, 1992 †
- genre Hesperosaurus Carpenter & al., 2001 †
- genre Huayangosaurus Dong, Tang & Zhou, 1982 †
- genre Jiangjunosaurus Chengkai & al., 2007 †
- genre Kentrosaurus Hennig, 1915 †
- genre Lexovisaurus Hoffstetter, 1957 †
- genre Loricatosaurus Maidment & al., 2008 †
- genre Miragaia Mateus & al., 2009 †
- genre Monkonosaurus Zhao, 1983 †
- genre Paranthodon Nopcsa, 1929 †
- genre Regnosaurus Mantell, 1848 †
- genre Stegosaurus Marsh, 1877 †
- genre Tuojiangosaurus Dong, Li, Zhou & Zhang, 1973 †
- genre Wuerhosaurus Dong, 1973 †

## Classification
Pour tenir compte de la grande variabilité intraspécifique que l'on observe dans cette famille, plusieurs spécimens de nouveaux genres et espèces de Stégosauridés ont été révisés et souvent rattachés à des genres et/ou espèces déjà précédemment définis.
Les genres Wuerhosaurus et Hesperosaurus par exemple ont été rattachés au genre Stegosaurus sous les noms binominaux S. homheni et S. mjosi. De même, plusieurs spécimens de Stegosaurus pour lesquels de nouvelles espèces avaient été érigées sont aujourd'hui regroupés dans l'espèce Stegosaurus armatus.

### Cladogramme
Les analyses cladistiques réalisées en 2009 et 2010, respectivement par O. Mateus et al. et S. Maidment et al. montrent des résultats similaires et aboutissent à un cladogramme simplifié.
|  | Huayangosaurus   |
|  |                  |
|  | Chungkingosaurus |
|  |                  |

|  | Dacentrurus |
|  |             |
|  | Miragaia    |
|  |             |

|  | Stegosaurus armatus                                                       |
|  |                                                                           |
|  | \| \| Stegosaurus homheni \| \| \| \| \| \| Stegosaurus mjosi \| \| \| \| |
|  |                                                                           |
|  | Stegosaurus homheni                                                       |
|  |                                                                           |
|  | Stegosaurus mjosi                                                         |
|  |                                                                           |

|  | Stegosaurus homheni |
|  |                     |
|  | Stegosaurus mjosi   |
|  |                     |

|  | Dacentrurus |
|  |             |
|  | Miragaia    |
|  |             |

|  | Stegosaurus armatus                                                       |
|  |                                                                           |
|  | \| \| Stegosaurus homheni \| \| \| \| \| \| Stegosaurus mjosi \| \| \| \| |
|  |                                                                           |
|  | Stegosaurus homheni                                                       |
|  |                                                                           |
|  | Stegosaurus mjosi                                                         |
|  |                                                                           |

|  | Stegosaurus homheni |
|  |                     |
|  | Stegosaurus mjosi   |
|  |                     |

|  | Dacentrurus |
|  |             |
|  | Miragaia    |
|  |             |

|  | Stegosaurus armatus                                                       |
|  |                                                                           |
|  | \| \| Stegosaurus homheni \| \| \| \| \| \| Stegosaurus mjosi \| \| \| \| |
|  |                                                                           |
|  | Stegosaurus homheni                                                       |
|  |                                                                           |
|  | Stegosaurus mjosi                                                         |
|  |                                                                           |

|  | Stegosaurus homheni |
|  |                     |
|  | Stegosaurus mjosi   |
|  |                     |

|  | Dacentrurus |
|  |             |
|  | Miragaia    |
|  |             |

|  | Stegosaurus armatus                                                       |
|  |                                                                           |
|  | \| \| Stegosaurus homheni \| \| \| \| \| \| Stegosaurus mjosi \| \| \| \| |
|  |                                                                           |
|  | Stegosaurus homheni                                                       |
|  |                                                                           |
|  | Stegosaurus mjosi                                                         |
|  |                                                                           |

|  | Stegosaurus homheni |
|  |                     |
|  | Stegosaurus mjosi   |
|  |                     |

|  | Dacentrurus |
|  |             |
|  | Miragaia    |
|  |             |

|  | Stegosaurus armatus                                                       |
|  |                                                                           |
|  | \| \| Stegosaurus homheni \| \| \| \| \| \| Stegosaurus mjosi \| \| \| \| |
|  |                                                                           |
|  | Stegosaurus homheni                                                       |
|  |                                                                           |
|  | Stegosaurus mjosi                                                         |
|  |                                                                           |

|  | Stegosaurus homheni |
|  |                     |
|  | Stegosaurus mjosi   |
|  |                     |

|  | Dacentrurus |
|  |             |
|  | Miragaia    |
|  |             |

|  | Stegosaurus armatus                                                       |
|  |                                                                           |
|  | \| \| Stegosaurus homheni \| \| \| \| \| \| Stegosaurus mjosi \| \| \| \| |
|  |                                                                           |
|  | Stegosaurus homheni                                                       |
|  |                                                                           |
|  | Stegosaurus mjosi                                                         |
|  |                                                                           |

|  | Stegosaurus homheni |
|  |                     |
|  | Stegosaurus mjosi   |
|  |                     |

|  | Dacentrurus |
|  |             |
|  | Miragaia    |
|  |             |

|  | Stegosaurus armatus                                                       |
|  |                                                                           |
|  | \| \| Stegosaurus homheni \| \| \| \| \| \| Stegosaurus mjosi \| \| \| \| |
|  |                                                                           |
|  | Stegosaurus homheni                                                       |
|  |                                                                           |
|  | Stegosaurus mjosi                                                         |
|  |                                                                           |

|  | Stegosaurus homheni |
|  |                     |
|  | Stegosaurus mjosi   |
|  |                     |

|  | Dacentrurus |
|  |             |
|  | Miragaia    |
|  |             |

|  | Stegosaurus armatus                                                       |
|  |                                                                           |
|  | \| \| Stegosaurus homheni \| \| \| \| \| \| Stegosaurus mjosi \| \| \| \| |
|  |                                                                           |
|  | Stegosaurus homheni                                                       |
|  |                                                                           |
|  | Stegosaurus mjosi                                                         |
|  |                                                                           |

|  | Stegosaurus homheni |
|  |                     |
|  | Stegosaurus mjosi   |
|  |                     |

|  | Dacentrurus |
|  |             |
|  | Miragaia    |
|  |             |

|  | Stegosaurus armatus                                                       |
|  |                                                                           |
|  | \| \| Stegosaurus homheni \| \| \| \| \| \| Stegosaurus mjosi \| \| \| \| |
|  |                                                                           |
|  | Stegosaurus homheni                                                       |
|  |                                                                           |
|  | Stegosaurus mjosi                                                         |
|  |                                                                           |

|  | Stegosaurus homheni |
|  |                     |
|  | Stegosaurus mjosi   |
|  |                     |

|  | Dacentrurus |
|  |             |
|  | Miragaia    |
|  |             |

|  | Stegosaurus armatus                                                       |
|  |                                                                           |
|  | \| \| Stegosaurus homheni \| \| \| \| \| \| Stegosaurus mjosi \| \| \| \| |
|  |                                                                           |
|  | Stegosaurus homheni                                                       |
|  |                                                                           |
|  | Stegosaurus mjosi                                                         |
|  |                                                                           |

|  | Stegosaurus homheni |
|  |                     |
|  | Stegosaurus mjosi   |
|  |                     |

|  | Dacentrurus |
|  |             |
|  | Miragaia    |
|  |             |

|  | Stegosaurus armatus                                                       |
|  |                                                                           |
|  | \| \| Stegosaurus homheni \| \| \| \| \| \| Stegosaurus mjosi \| \| \| \| |
|  |                                                                           |
|  | Stegosaurus homheni                                                       |
|  |                                                                           |
|  | Stegosaurus mjosi                                                         |
|  |                                                                           |

|  | Stegosaurus homheni |
|  |                     |
|  | Stegosaurus mjosi   |
|  |                     |

|  | Dacentrurus |
|  |             |
|  | Miragaia    |
|  |             |

|  | Stegosaurus armatus                                                       |
|  |                                                                           |
|  | \| \| Stegosaurus homheni \| \| \| \| \| \| Stegosaurus mjosi \| \| \| \| |
|  |                                                                           |
|  | Stegosaurus homheni                                                       |
|  |                                                                           |
|  | Stegosaurus mjosi                                                         |
|  |                                                                           |

|  | Stegosaurus homheni |
|  |                     |
|  | Stegosaurus mjosi   |
|  |                     |

|  | Dacentrurus |
|  |             |
|  | Miragaia    |
|  |             |

|  | Stegosaurus armatus                                                       |
|  |                                                                           |
|  | \| \| Stegosaurus homheni \| \| \| \| \| \| Stegosaurus mjosi \| \| \| \| |
|  |                                                                           |
|  | Stegosaurus homheni                                                       |
|  |                                                                           |
|  | Stegosaurus mjosi                                                         |
|  |                                                                           |

|  | Stegosaurus homheni |
|  |                     |
|  | Stegosaurus mjosi   |
|  |                     |

|  | Dacentrurus |
|  |             |
|  | Miragaia    |
|  |             |

|  | Stegosaurus armatus                                                       |
|  |                                                                           |
|  | \| \| Stegosaurus homheni \| \| \| \| \| \| Stegosaurus mjosi \| \| \| \| |
|  |                                                                           |
|  | Stegosaurus homheni                                                       |
|  |                                                                           |
|  | Stegosaurus mjosi                                                         |
|  |                                                                           |

|  | Stegosaurus homheni |
|  |                     |
|  | Stegosaurus mjosi   |
|  |                     |

|  | Dacentrurus |
|  |             |
|  | Miragaia    |
|  |             |

|  | Stegosaurus armatus                                                       |
|  |                                                                           |
|  | \| \| Stegosaurus homheni \| \| \| \| \| \| Stegosaurus mjosi \| \| \| \| |
|  |                                                                           |
|  | Stegosaurus homheni                                                       |
|  |                                                                           |
|  | Stegosaurus mjosi                                                         |
|  |                                                                           |

|  | Stegosaurus homheni |
|  |                     |
|  | Stegosaurus mjosi   |
|  |                     |

|  | Dacentrurus |
|  |             |
|  | Miragaia    |
|  |             |

|  | Stegosaurus armatus                                                       |
|  |                                                                           |
|  | \| \| Stegosaurus homheni \| \| \| \| \| \| Stegosaurus mjosi \| \| \| \| |
|  |                                                                           |
|  | Stegosaurus homheni                                                       |
|  |                                                                           |
|  | Stegosaurus mjosi                                                         |
|  |                                                                           |

|  | Stegosaurus homheni |
|  |                     |
|  | Stegosaurus mjosi   |
|  |                     |

|  | Huayangosaurus   |
|  |                  |
|  | Chungkingosaurus |
|  |                  |

|  | Dacentrurus |
|  |             |
|  | Miragaia    |
|  |             |

|  | Stegosaurus armatus                                                       |
|  |                                                                           |
|  | \| \| Stegosaurus homheni \| \| \| \| \| \| Stegosaurus mjosi \| \| \| \| |
|  |                                                                           |
|  | Stegosaurus homheni                                                       |
|  |                                                                           |
|  | Stegosaurus mjosi                                                         |
|  |                                                                           |

|  | Stegosaurus homheni |
|  |                     |
|  | Stegosaurus mjosi   |
|  |                     |

|  | Dacentrurus |
|  |             |
|  | Miragaia    |
|  |             |

|  | Stegosaurus armatus                                                       |
|  |                                                                           |
|  | \| \| Stegosaurus homheni \| \| \| \| \| \| Stegosaurus mjosi \| \| \| \| |
|  |                                                                           |
|  | Stegosaurus homheni                                                       |
|  |                                                                           |
|  | Stegosaurus mjosi                                                         |
|  |                                                                           |

|  | Stegosaurus homheni |
|  |                     |
|  | Stegosaurus mjosi   |
|  |                     |

|  | Dacentrurus |
|  |             |
|  | Miragaia    |
|  |             |

|  | Stegosaurus armatus                                                       |
|  |                                                                           |
|  | \| \| Stegosaurus homheni \| \| \| \| \| \| Stegosaurus mjosi \| \| \| \| |
|  |                                                                           |
|  | Stegosaurus homheni                                                       |
|  |                                                                           |
|  | Stegosaurus mjosi                                                         |
|  |                                                                           |

|  | Stegosaurus homheni |
|  |                     |
|  | Stegosaurus mjosi   |
|  |                     |

|  | Dacentrurus |
|  |             |
|  | Miragaia    |
|  |             |

|  | Stegosaurus armatus                                                       |
|  |                                                                           |
|  | \| \| Stegosaurus homheni \| \| \| \| \| \| Stegosaurus mjosi \| \| \| \| |
|  |                                                                           |
|  | Stegosaurus homheni                                                       |
|  |                                                                           |
|  | Stegosaurus mjosi                                                         |
|  |                                                                           |

|  | Stegosaurus homheni |
|  |                     |
|  | Stegosaurus mjosi   |
|  |                     |

|  | Dacentrurus |
|  |             |
|  | Miragaia    |
|  |             |

|  | Stegosaurus armatus                                                       |
|  |                                                                           |
|  | \| \| Stegosaurus homheni \| \| \| \| \| \| Stegosaurus mjosi \| \| \| \| |
|  |                                                                           |
|  | Stegosaurus homheni                                                       |
|  |                                                                           |
|  | Stegosaurus mjosi                                                         |
|  |                                                                           |

|  | Stegosaurus homheni |
|  |                     |
|  | Stegosaurus mjosi   |
|  |                     |

|  | Dacentrurus |
|  |             |
|  | Miragaia    |
|  |             |

|  | Stegosaurus armatus                                                       |
|  |                                                                           |
|  | \| \| Stegosaurus homheni \| \| \| \| \| \| Stegosaurus mjosi \| \| \| \| |
|  |                                                                           |
|  | Stegosaurus homheni                                                       |
|  |                                                                           |
|  | Stegosaurus mjosi                                                         |
|  |                                                                           |

|  | Stegosaurus homheni |
|  |                     |
|  | Stegosaurus mjosi   |
|  |                     |

|  | Dacentrurus |
|  |             |
|  | Miragaia    |
|  |             |

|  | Stegosaurus armatus                                                       |
|  |                                                                           |
|  | \| \| Stegosaurus homheni \| \| \| \| \| \| Stegosaurus mjosi \| \| \| \| |
|  |                                                                           |
|  | Stegosaurus homheni                                                       |
|  |                                                                           |
|  | Stegosaurus mjosi                                                         |
|  |                                                                           |

|  | Stegosaurus homheni |
|  |                     |
|  | Stegosaurus mjosi   |
|  |                     |

|  | Dacentrurus |
|  |             |
|  | Miragaia    |
|  |             |

|  | Stegosaurus armatus                                                       |
|  |                                                                           |
|  | \| \| Stegosaurus homheni \| \| \| \| \| \| Stegosaurus mjosi \| \| \| \| |
|  |                                                                           |
|  | Stegosaurus homheni                                                       |
|  |                                                                           |
|  | Stegosaurus mjosi                                                         |
|  |                                                                           |

|  | Stegosaurus homheni |
|  |                     |
|  | Stegosaurus mjosi   |
|  |                     |

|  | Dacentrurus |
|  |             |
|  | Miragaia    |
|  |             |

|  | Stegosaurus armatus                                                       |
|  |                                                                           |
|  | \| \| Stegosaurus homheni \| \| \| \| \| \| Stegosaurus mjosi \| \| \| \| |
|  |                                                                           |
|  | Stegosaurus homheni                                                       |
|  |                                                                           |
|  | Stegosaurus mjosi                                                         |
|  |                                                                           |

|  | Stegosaurus homheni |
|  |                     |
|  | Stegosaurus mjosi   |
|  |                     |

|  | Dacentrurus |
|  |             |
|  | Miragaia    |
|  |             |

|  | Stegosaurus armatus                                                       |
|  |                                                                           |
|  | \| \| Stegosaurus homheni \| \| \| \| \| \| Stegosaurus mjosi \| \| \| \| |
|  |                                                                           |
|  | Stegosaurus homheni                                                       |
|  |                                                                           |
|  | Stegosaurus mjosi                                                         |
|  |                                                                           |

|  | Stegosaurus homheni |
|  |                     |
|  | Stegosaurus mjosi   |
|  |                     |

|  | Dacentrurus |
|  |             |
|  | Miragaia    |
|  |             |

|  | Stegosaurus armatus                                                       |
|  |                                                                           |
|  | \| \| Stegosaurus homheni \| \| \| \| \| \| Stegosaurus mjosi \| \| \| \| |
|  |                                                                           |
|  | Stegosaurus homheni                                                       |
|  |                                                                           |
|  | Stegosaurus mjosi                                                         |
|  |                                                                           |

|  | Stegosaurus homheni |
|  |                     |
|  | Stegosaurus mjosi   |
|  |                     |

|  | Dacentrurus |
|  |             |
|  | Miragaia    |
|  |             |

|  | Stegosaurus armatus                                                       |
|  |                                                                           |
|  | \| \| Stegosaurus homheni \| \| \| \| \| \| Stegosaurus mjosi \| \| \| \| |
|  |                                                                           |
|  | Stegosaurus homheni                                                       |
|  |                                                                           |
|  | Stegosaurus mjosi                                                         |
|  |                                                                           |

|  | Stegosaurus homheni |
|  |                     |
|  | Stegosaurus mjosi   |
|  |                     |

|  | Dacentrurus |
|  |             |
|  | Miragaia    |
|  |             |

|  | Stegosaurus armatus                                                       |
|  |                                                                           |
|  | \| \| Stegosaurus homheni \| \| \| \| \| \| Stegosaurus mjosi \| \| \| \| |
|  |                                                                           |
|  | Stegosaurus homheni                                                       |
|  |                                                                           |
|  | Stegosaurus mjosi                                                         |
|  |                                                                           |

|  | Stegosaurus homheni |
|  |                     |
|  | Stegosaurus mjosi   |
|  |                     |

|  | Dacentrurus |
|  |             |
|  | Miragaia    |
|  |             |

|  | Stegosaurus armatus                                                       |
|  |                                                                           |
|  | \| \| Stegosaurus homheni \| \| \| \| \| \| Stegosaurus mjosi \| \| \| \| |
|  |                                                                           |
|  | Stegosaurus homheni                                                       |
|  |                                                                           |
|  | Stegosaurus mjosi                                                         |
|  |                                                                           |

|  | Stegosaurus homheni |
|  |                     |
|  | Stegosaurus mjosi   |
|  |                     |

|  | Dacentrurus |
|  |             |
|  | Miragaia    |
|  |             |

|  | Stegosaurus armatus                                                       |
|  |                                                                           |
|  | \| \| Stegosaurus homheni \| \| \| \| \| \| Stegosaurus mjosi \| \| \| \| |
|  |                                                                           |
|  | Stegosaurus homheni                                                       |
|  |                                                                           |
|  | Stegosaurus mjosi                                                         |
|  |                                                                           |

|  | Stegosaurus homheni |
|  |                     |
|  | Stegosaurus mjosi   |
|  |                     |

|  | Dacentrurus |
|  |             |
|  | Miragaia    |
|  |             |

|  | Stegosaurus armatus                                                       |
|  |                                                                           |
|  | \| \| Stegosaurus homheni \| \| \| \| \| \| Stegosaurus mjosi \| \| \| \| |
|  |                                                                           |
|  | Stegosaurus homheni                                                       |
|  |                                                                           |
|  | Stegosaurus mjosi                                                         |
|  |                                                                           |

|  | Stegosaurus homheni |
|  |                     |
|  | Stegosaurus mjosi   |
|  |                     |

La famille des Stegosauridae contient la sous-famille des Stegosaurinae qui ne regroupe plus que les espèces du genre Stegosaurus ; en groupe-frère de celle-ci, la sous-famille des Dacentrurinae abrite deux genres Dacentrurus et Miragaia, tandis que les genres Kentrosaurus et Loricatosaurus sont placés en position basale :

## Galerie
Les coloris des restitutions paléoartistiques suivantes sont bien entendu hypothétiques :

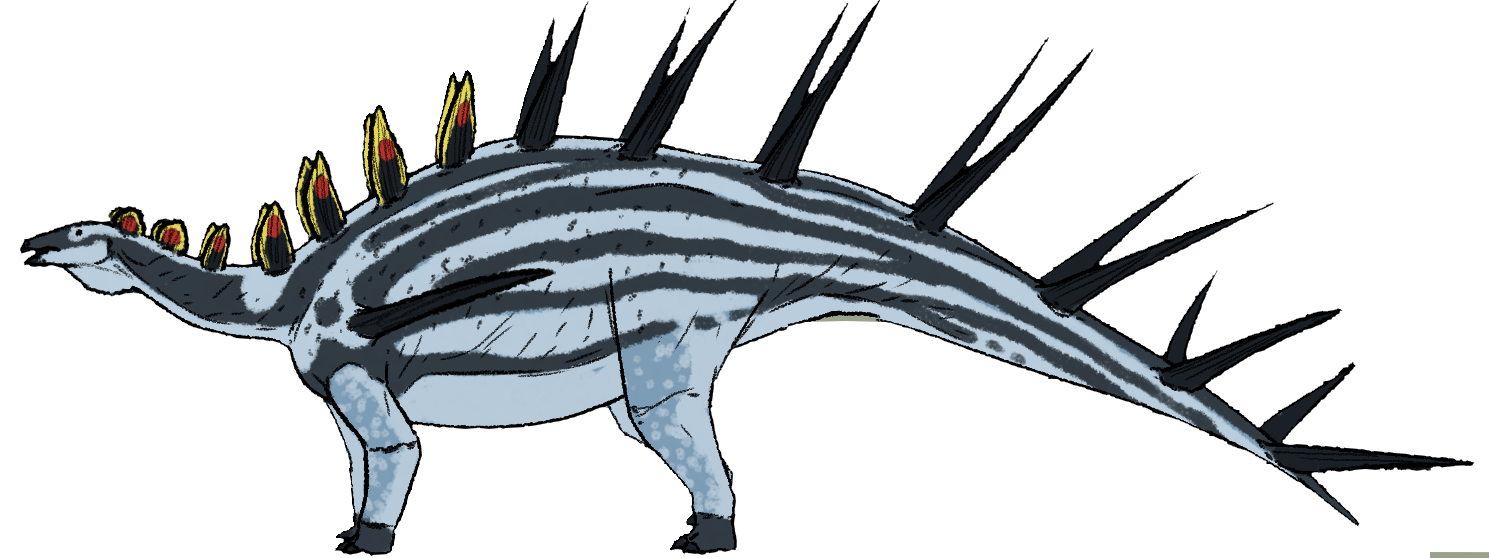
Chialingosaurus
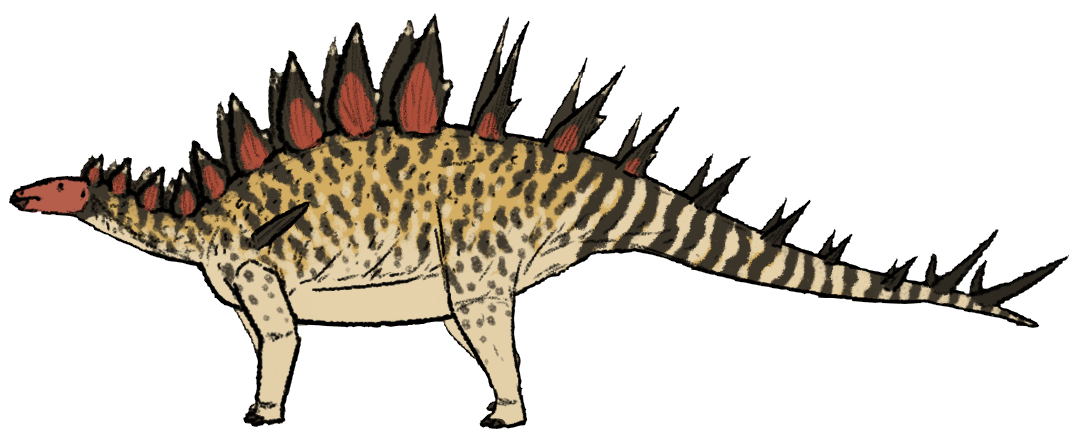
Chungkingosaurus
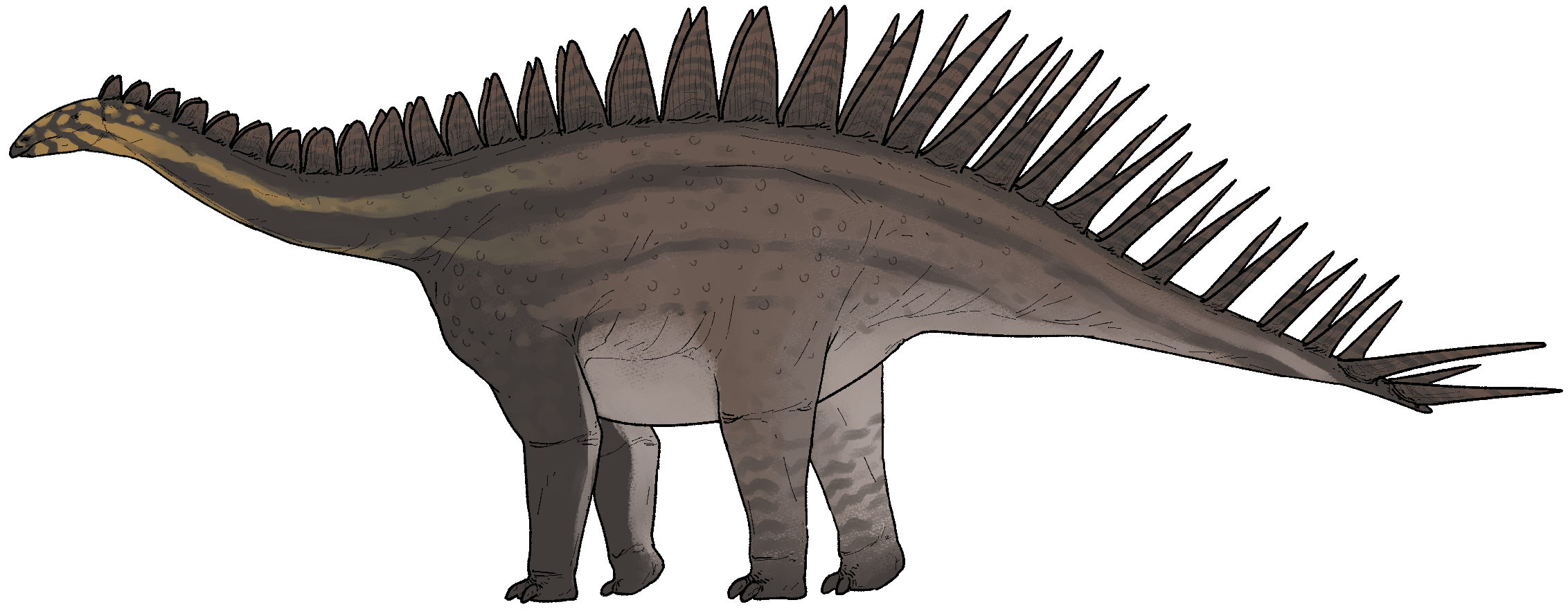
Dacentrurus
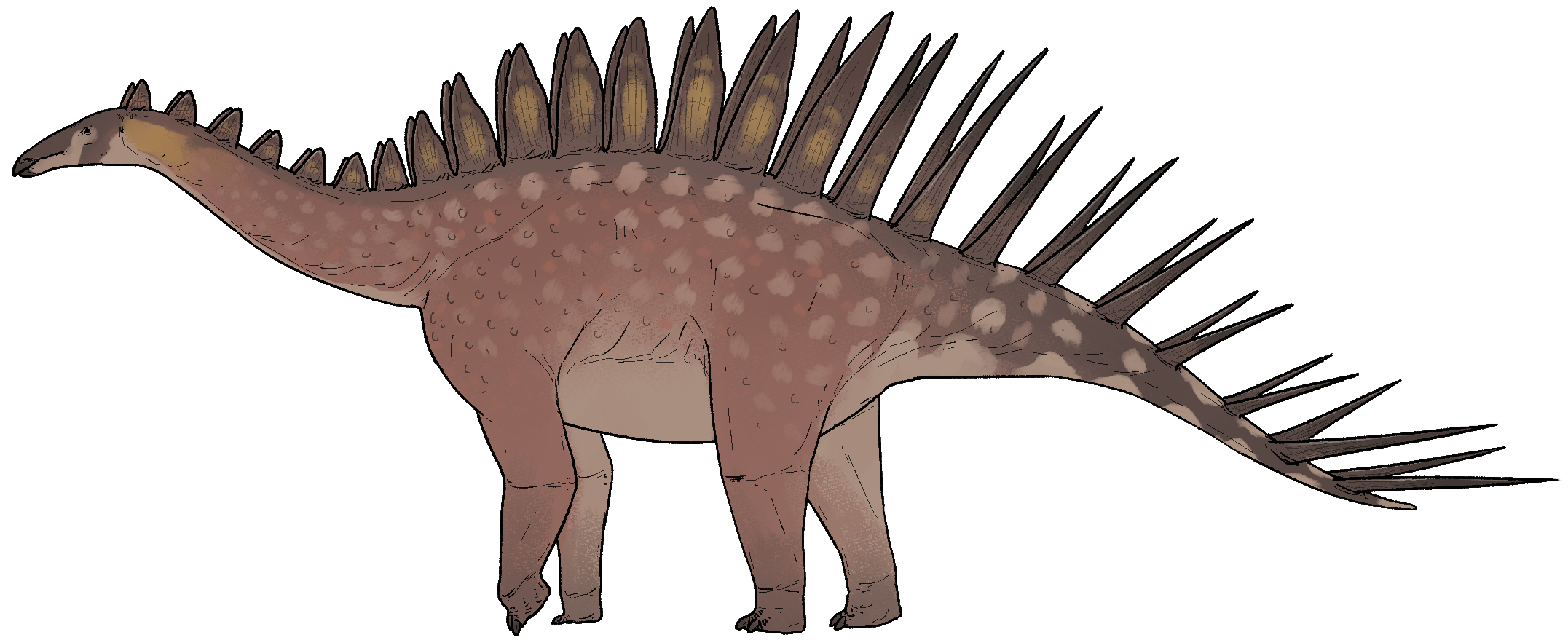
Miragaia
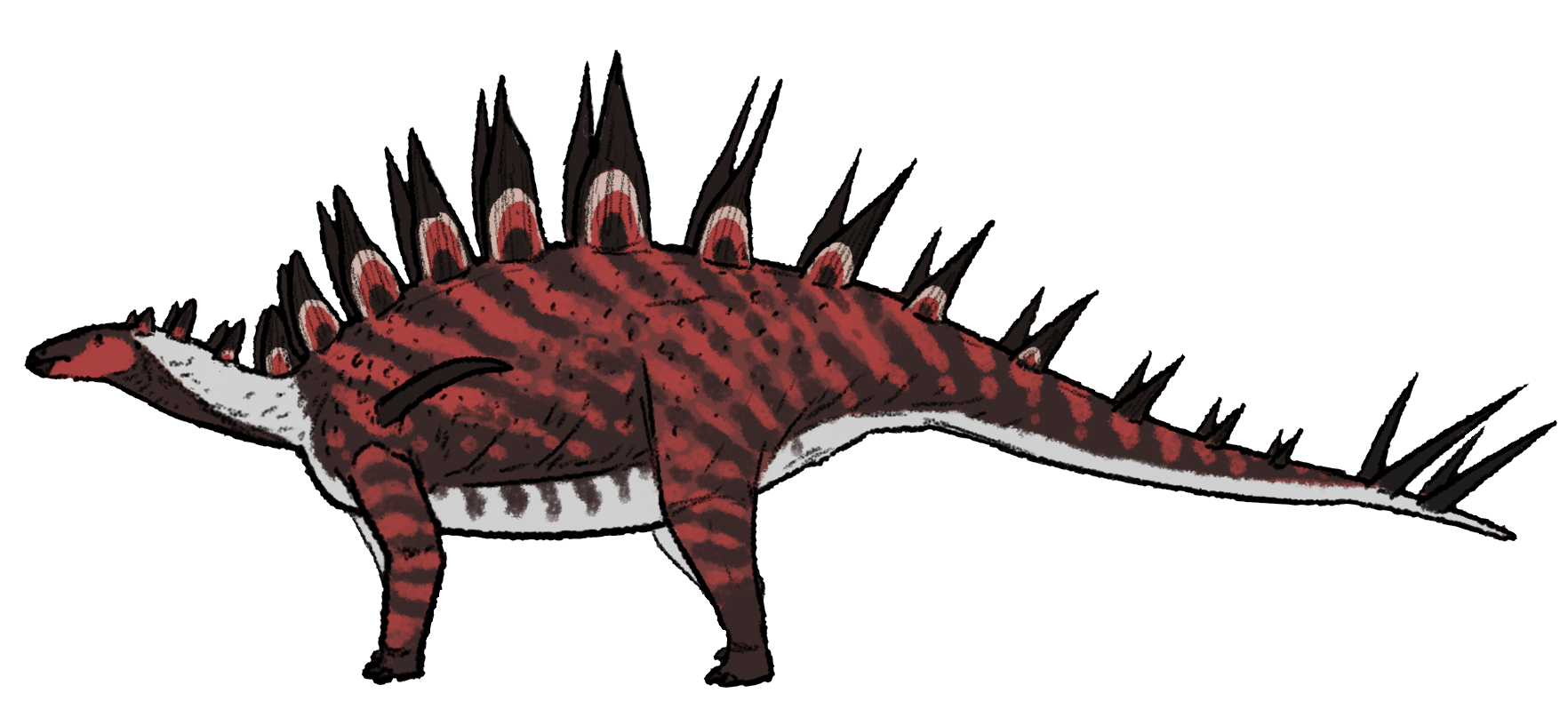
Paranthodon
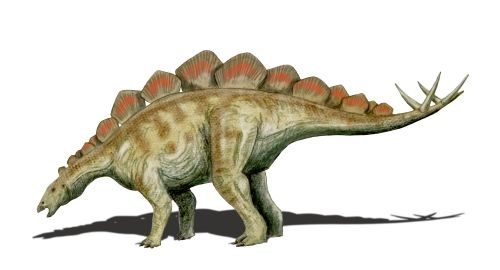
Hesperosaurus
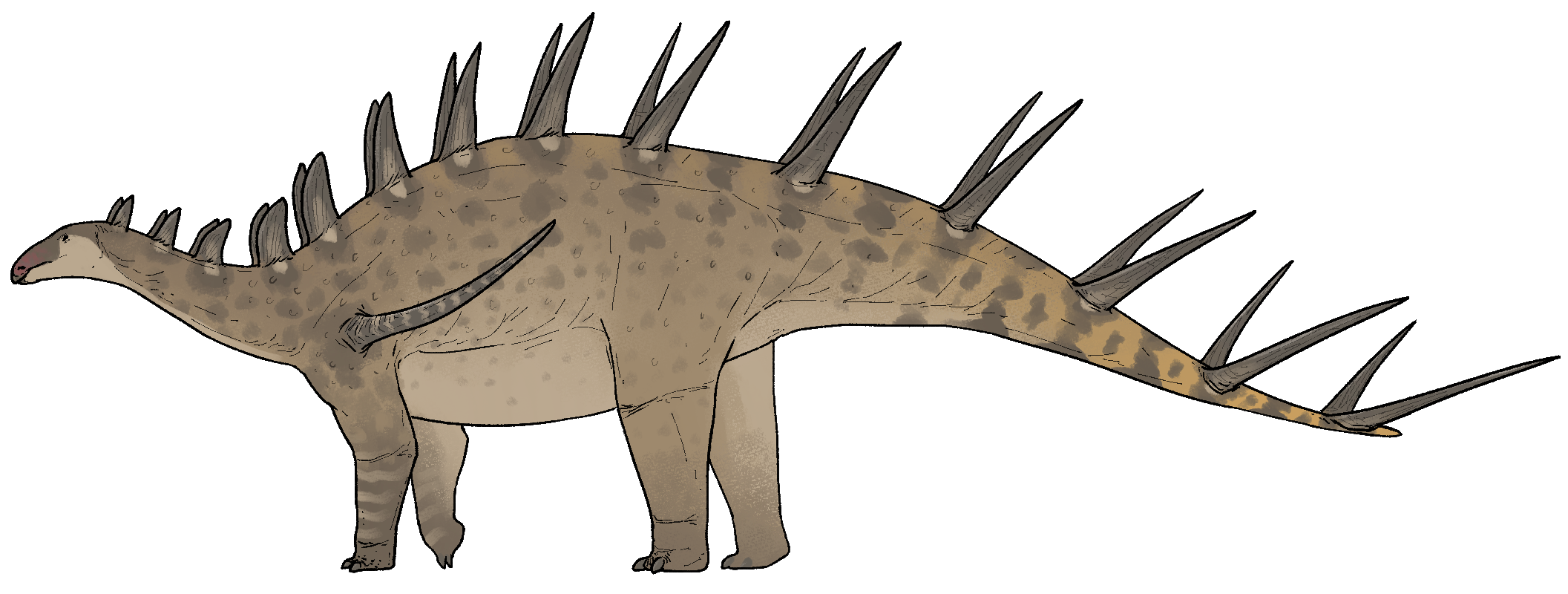
Kentrosaurus
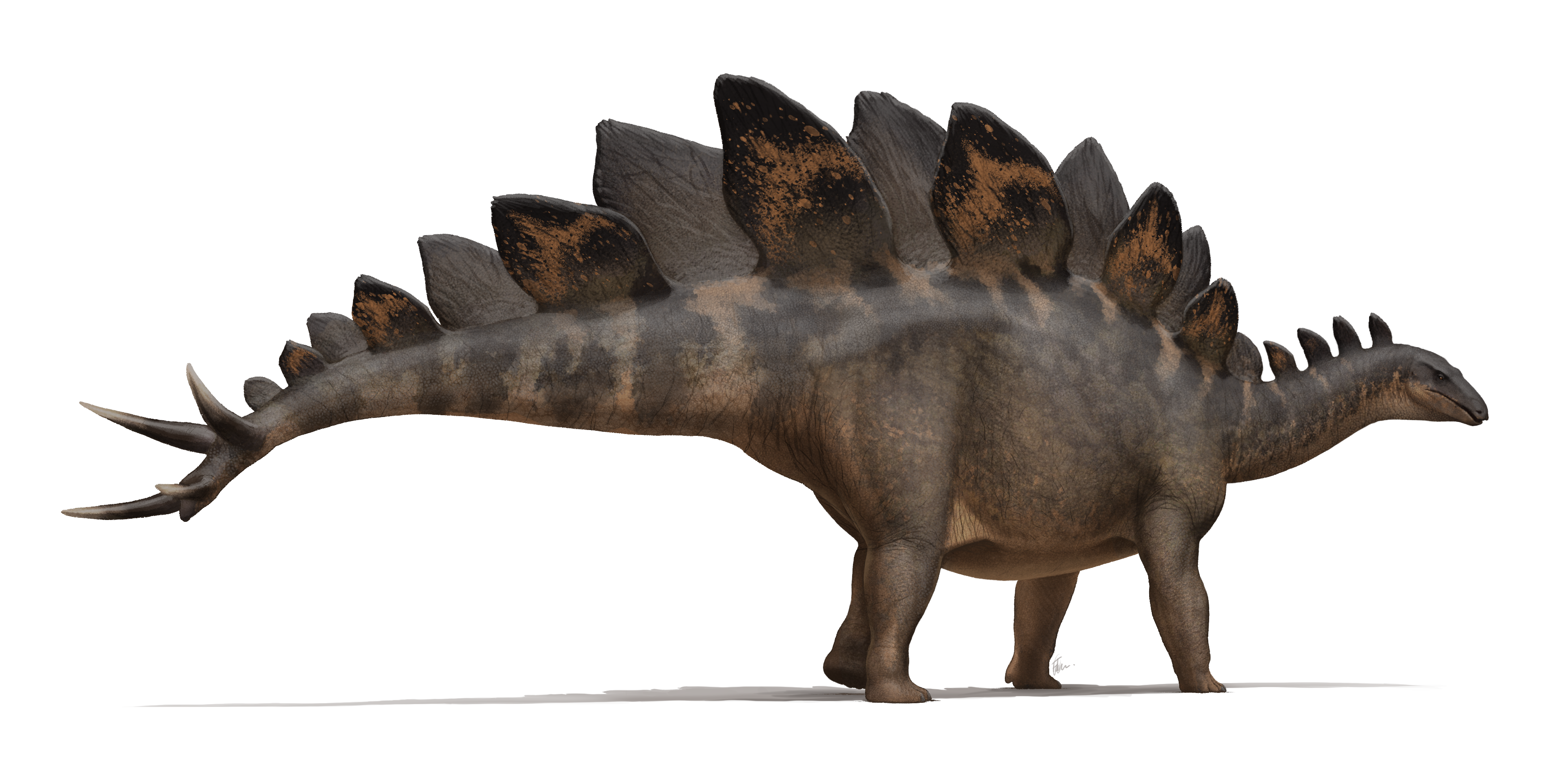
Stegosaurus
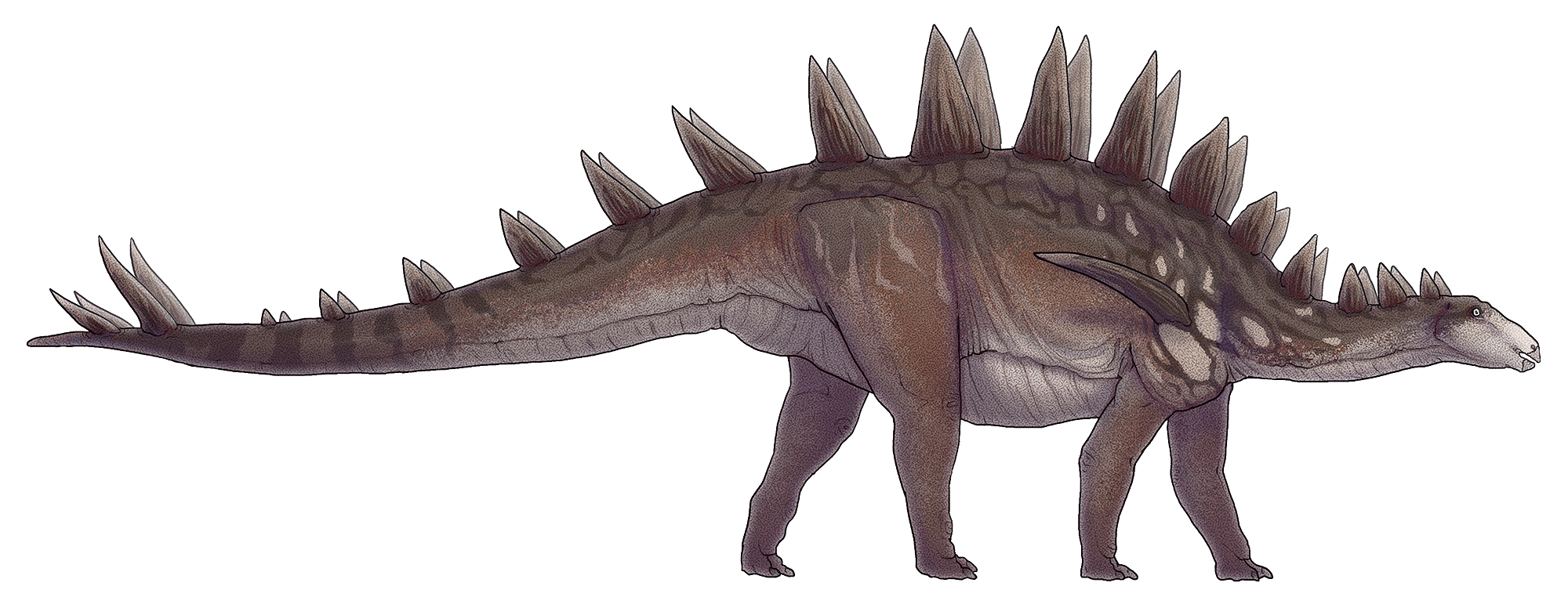
Tuojiangosaurus
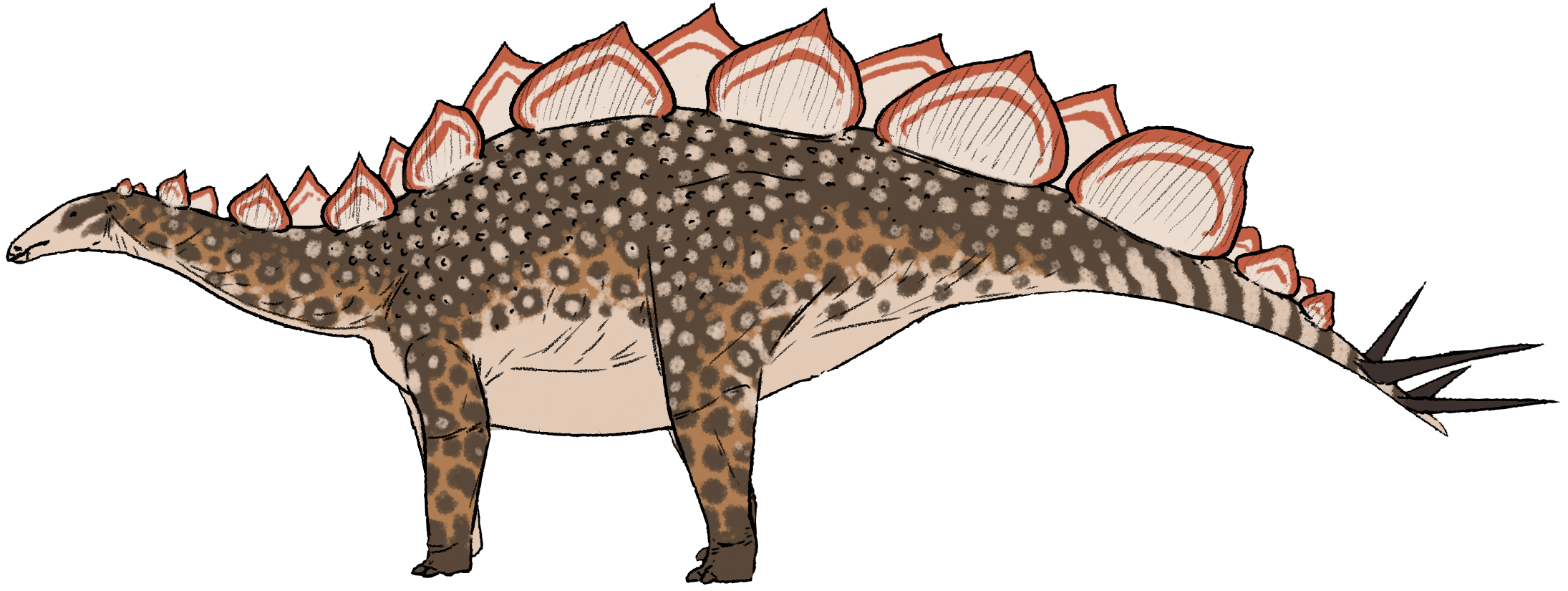
Wuerhosaurus

## Stégosauridés en cryptozoologie
Pour les cryptozoologues, l'animal herbivore appelé Mbielu-mbielu-mbielu par les Baka de la rivière Likouala-aux-Herbes, au nord du Congo, pourrait être un Kentrosaurus. Dans leurs langues baka et lingala, mbielu peut être compris comme « caparaçonné » ou à « plaques », mais si l'existence des pangolins et des tortues est démontrée, aucune preuve concrète de l'existence d'un Kentrosaurus n'a été découverte.